# Agylla fuscifusa
Agylla fuscifusa är en fjärilsart som beskrevs av Max Wilhelm Karl Draudt 1919. Agylla fuscifusa ingår i släktet Agylla och familjen björnspinnare. Inga underarter finns listade i Catalogue of Life.